# Pintura matèrica

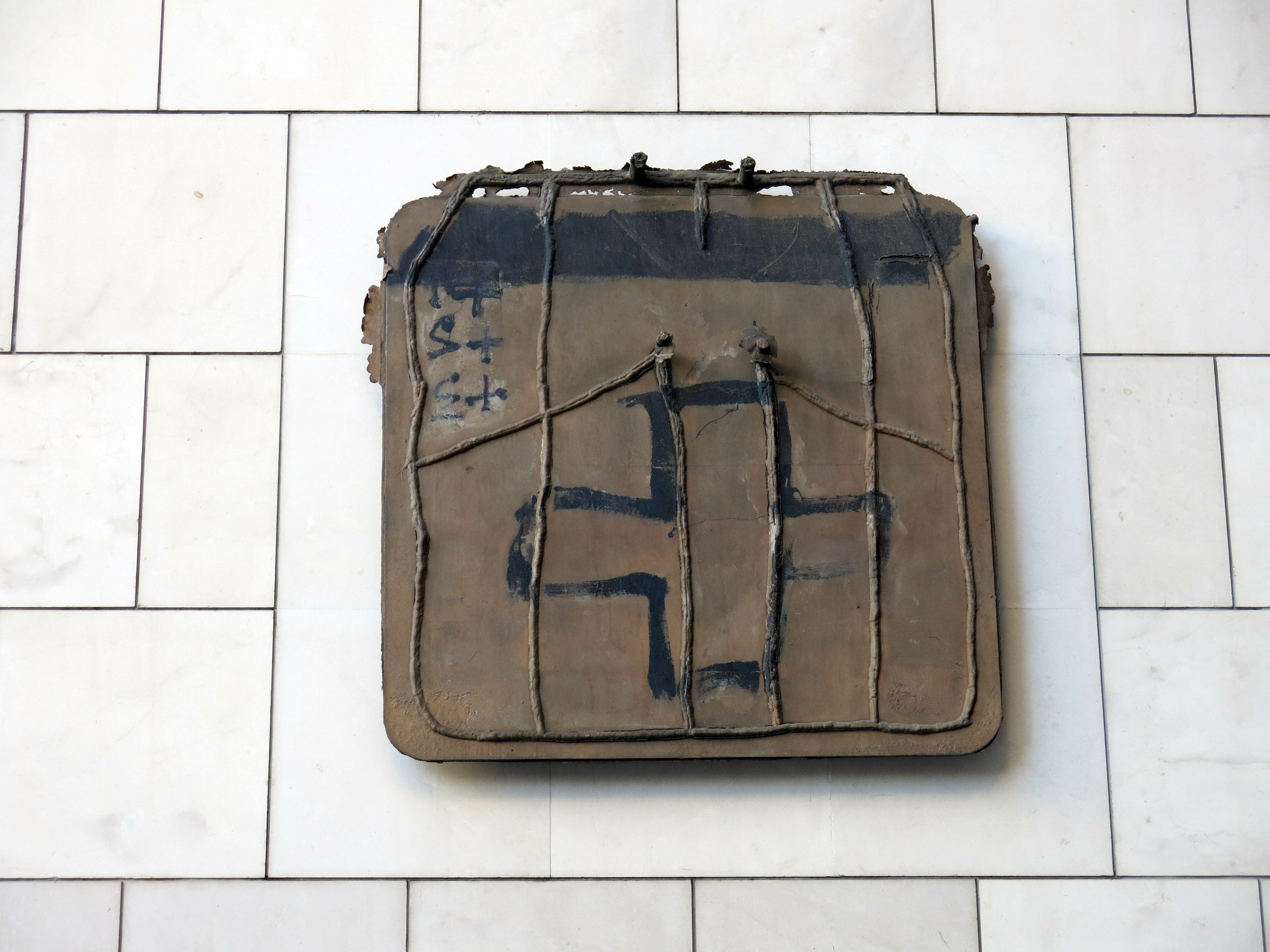
"Creu 31" d'Antoni Tàpies, exemple de composició matèrica.

La Pintura matèrica és un corrent pictòric dins de l'informalisme europeu posterior a la Segona Guerra Mundial. Es va desenvolupar des de finals dels anys 1940 i principis dels 1950. Es considera que sorgí a França, amb l'obra de Jean Fautrier i Jean Dubuffet. A més de l'Art brut de Dubuffet, pot considerar-se que és pintura matèrica l'espacialisme de Lucio Fontana. França, Itàlia i Espanya són els països on més s'ha conreat aquesta pintura matèrica.
La seva característica principal és ser una pintura abstracta que es realitza amb matèries diverses a les tradicionals, afegint al quadre sorra, arpillera, ferralla, parracs, fusta, serradures, vidrie o guix. A més d'afegir aquests materials no tradicionals, els pintors actuen sobre l'obra destruint-la en part amb talls, perforacions o esquinçades. El cromatisme és variat. La composició es diferencia entre zones amb matèria i zones de no matèria.
Ja havien existit altres artistes precedents que van introduir al llenç elements estranys a la pintura, com els dadaistes i els seus objets trouvés, o els cubistes i els seus collages, en els que introduïen capses de tabac o tires de diari. Els artistes posteriors a l'expressionisme abstracte recuperaren aquesta idea d'introduir en la tela objectes quotidians.
Artistes que tenen una tendència matèrica són:
- Giuseppe Bertini
- Joseph Beuys, introduí a la seva obra objectes trobats, creant treballs pictòrico-plàstics;
- Alberto Burri, usà arpillera cremada i destruïda, junt a zones colorejades;
- Jean Dubuffet
- Jean Fautrier
- Lucio Fontana
- Laurent Jiménez-Balaguer, amb els seus afegits de sorra, cordes i branques
- Manolo Millares
- Nam June Paik
- Daniel Spoerri
- Toti Scialoja
- Antoni Tàpies, amb els seus afegits de sorra i aglutinants a la pintura, fent clivelles i ratlles en el mateix quadre;
- Wolf Vostell, introduí 1958 a la seva obra els televisor i objectes trobats;
- Andy Warhol